# USS McFaul (DDG-74)
USS McFaul — есмінець Військово-морських сил США типу «Арлі Берк».
Спущений на воду 18 січня 1997 року. Уведено у стрій 1998 року. Названо на вшанування «морського котика» чіф-петті офіцера Дональда МакФола, який загинув 18 грудня 1989 року під час вторгнення США до Панами.
Есмінець «МакФол» 2005 року зіштовхнувся з есмінцем «Вінстон С. Черчилль». Цій випадок мав незначні наслідки.
24 серпня 2008 року, невдовзі після конфлікту у Південній Осетії, прибув у порт Батумі як транспорт з допомогою для Грузії.

## Виноски
1. ↑  Перший із трьох американських військових кораблів допровадив у Батумі гуманітарний вантаж [Архівовано 3 вересня 2008 у Wayback Machine.] Інтерфакс 24 серпня 2008 року 12:15.
2. ↑  USS McFaul Brings Aid to Batumi, Georgia (англійською) . Офіційний сайт ВМС США. 24 серпня 2008. Архів оригіналу за 20 серпня 2011. Процитовано 24 серпня 2008. [Архівовано 2011-06-29 у Wayback Machine.]